# Jerzy Makarewicz
Jerzy Makarewicz (ur. 1907 w Wiedniu, zm. 1944 w KL Plaszow bei Krakau) – polski artysta malarz.
Jerzy Makarewicz był synem malarza Juliusza i bratem Macieja Makarewiczów. W 1929 rozpoczął studia na krakowskiej Akademii Sztuk Pięknych pod kierunkiem Władysława Jarockiego, rok później poparł Stanisława Szukalskiego w jego krytyce krakowskich sfer artystycznych, co skutkowało relegowaniem z uczelni. Przeniósł się do Szkoły Sztuk Pięknych w Warszawie, gdzie uczył się w pracowni Tadeusza Pruszkowskiego. Po zakończeniu edukacji powrócił do Krakowa i pobierał nauki u Fryderyka Pautscha. W 1936 zakupił wóz cyrkowy, w którym zorganizował „wędrującą pracownię”, która umożliwiała mu pracę w terenie. W 1943 został aresztowany i uwięziony w Krakowie, rok później został zamordowany na terenie obozu koncentracyjnego w krakowskim Płaszowie.
Jerzy Makarewicz malował martwe natury, portrety i pejzaże. Inspirację stanowiło dla niego malarstwo flamandzkie, duża wagę przywiązywał do kolorystyki swoich prac. Poza malarstwem sztalugowym zajmował się również dekoracyjnym malarstwem ściennym, która stanowiła połączenie tradycyjnej stylizacji z fantastyką. Jego autorstwa są polichromie zdobiące wnętrza kościołów w Sulisławicach i w Słocinie oraz obrazy naścienne w domu ludowym w Mszanie Dolnej. Nie brał udziału w wystawach organizowanych w sobie współczesnych czasach, pierwsza pośmiertna wystawa prac Jerzego Makarewicza miała miejsce w 1945, a kolejna w 1965. W 1973 prace Makarewicza wystawiono w krakowskim Towarzystwie Przyjaciół Sztuk Pięknych. Do czasów współczesnych przetrwało mało prac artysty, Galeria Akademii Sztuk Pięknych w Krakowie posiada tylko jeden obraz – „Stragan”, pojedyncze obrazy znajdują się w kolekcjach prywatnych.